# 柏度·摩拉利斯
柏度·安德雷斯·摩拉利斯·科利斯（西班牙語：Pedro Andrés Morales Flores，1985年5月25日—）是一名智利足球運動員，目前效力美國職業足球大聯盟球隊溫哥華白浪，司職進攻中場。

## 外部連結
- Pedro Morales – FIFA國際賽競賽紀錄 (存檔) （英文）
- 柏度·摩拉利斯在National-Football-Teams.com的資料 （英文）
- Template:NogometniMagazin （英文）
- Boris Bilas.  [Morales contracts swine flu in Chile]. Nacional (weekly). 18 June 2009  [23 July 2012]. （原始内容存档于2012-07-23） （克罗地亚语）. （英文）